# Lama (tejido)
La lama es una tela cuya trama metálica es de hilo laminado.
La lama puede ser lisa o labrada. La lisa suele confeccionarse con dos urdimbres distintas, esto es, una para formar el cuerpo de la tela y otra para la ligadura de la lama. Su trabajo se obtiene por dos remesas de cuatro lizos que ejecutan respectivamente lo denotado por la disposición, en la cual las pasadas impares son atravesadas por una trama de varios cabos de seda que forma el lecho donde va a colocarse la hojuela de metal de la siguiente pasada par en la que solo levanta la propia urdimbre de ligadura que subió en la precedente de seda. La lama de oro exige que la seda de una y otra urdimbre, igual que la de la trama, sean amarillas así como deben ser blancas en la lama de plata. Se fabrican lamas gauffrés o estampadas de relieve en distintas muestras. Las lamas sirven para vestidos ricos y ornamentos sagrados y se reciben también del extranjero. 